# 1988年ウィンブルドン選手権
1988年 ウィンブルドン選手権（1988ねんウィンブルドンせんしゅけん、The Championships, Wimbledon 1988）は、イギリス・ロンドン郊外にある「オールイングランド・ローンテニス・アンド・クローケー・クラブ」にて、1988年6月20日から7月4日にかけて開催された。（男子シングルス決勝が日曜日の7月3日に終わらず、月曜日の7月4日まで持ち越された。）

## シード選手

### 男子シングルス
1. イワン・レンドル　（ベスト4）
2. マッツ・ビランデル　（ベスト8）
3. ステファン・エドベリ　（初優勝）
4. パット・キャッシュ　（ベスト8）
5. ジミー・コナーズ　（4回戦）
6. ボリス・ベッカー　（準優勝）
7. アンリ・ルコント　（4回戦）
8. ジョン・マッケンロー　（2回戦）
9. ミロスラフ・メチージュ　（ベスト4）
10. ティム・メイヨット　（ベスト8）
11. アンダース・ヤリード　（2回戦）
12. ヨナス・スベンソン　（3回戦）
13. エミリオ・サンチェス　（2回戦）
14. アンドレイ・チェスノコフ　（1回戦）
15. アモス・マンスドルフ　（2回戦）
16. スロボダン・ジボイノビッチ　（4回戦）

### 女子シングルス
1. シュテフィ・グラフ　（初優勝）
2. マルチナ・ナブラチロワ　（準優勝）
3. パム・シュライバー　（ベスト4）
4. クリス・エバート　（ベスト4）
5. ガブリエラ・サバティーニ　（4回戦）
6. ヘレナ・スコバ　（ベスト8）
7. マニュエラ・マレーバ・フラニエール　（1回戦）
8. ナタリア・ズベレワ　（4回戦）
9. ハナ・マンドリコワ　（3回戦）
10. ロリ・マクニール　（3回戦）
11. クラウディア・コーデ＝キルシュ　（試合開始前に棄権）
12. ジーナ・ガリソン　（ベスト8）
13. ラリサ・サブチェンコ　（4回戦）
14. カテリナ・マレーバ　（4回戦）
15. シルビア・ハニカ　（3回戦）
16. メアリー・ジョー・フェルナンデス　（4回戦）

## 大会経過

### 男子シングルス
準々決勝
- イワン・レンドル vs.  ティム・メイヨット　7-6, 7-6, 6-3
- ボリス・ベッカー vs.  パット・キャッシュ　6-4, 6-3, 6-4
- ステファン・エドベリ vs.  パトリック・キューネン　6-3, 4-6, 6-1 7-6
- ミロスラフ・メチージュ vs.  マッツ・ビランデル　6-3, 6-1, 6-3

準決勝
- ボリス・ベッカー vs.  イワン・レンドル　6-4, 6-3, 6-7, 6-4
- ステファン・エドベリ vs.  ミロスラフ・メチージュ　4-6, 2-6, 6-4, 6-3, 6-4

### 女子シングルス
準々決勝
- シュテフィ・グラフ vs.  パスカル・パラディス　6-3, 6-1
- パム・シュライバー vs.  ジーナ・ガリソン　6-4, 6-4
- クリス・エバート vs.  ヘレナ・スコバ　6-3, 7-6
- マルチナ・ナブラチロワ vs.  ロザリン・フェアバンク　4-6, 6-4, 7-5

準決勝
- シュテフィ・グラフ vs.  パム・シュライバー　6-1, 6-2
- マルチナ・ナブラチロワ vs.  クリス・エバート　6-1, 4-6, 7-5

## 決勝戦の結果
男子シングルス
- ステファン・エドベリ vs.  ボリス・ベッカー　4-6, 7-6, 6-4, 6-2

女子シングルス
- シュテフィ・グラフ vs.  マルチナ・ナブラチロワ　5-7, 6-2, 6-1

男子ダブルス
- ケン・フラック＆ ロバート・セグソ vs.  ジョン・フィッツジェラルド＆ アンダース・ヤリード　6-4, 2-6, 6-4, 7-6

女子ダブルス
- シュテフィ・グラフ＆ ガブリエラ・サバティーニ vs.  ナタリア・ズベレワ＆ ラリサ・サブチェンコ　6-3, 1-6, 12-10

混合ダブルス
- シャーウッド・スチュワート＆ ジーナ・ガリソン vs.  ケリー・ジョーンズ＆ グレッチェン・メジャーズ　6-1, 7-6

## みどころ
- 女子シングルスで、当時19歳のシュテフィ・グラフがウィンブルドン初優勝を達成。グラフは全豪オープン・全仏オープンに続く4大大会3連勝で、ガブリエラ・サバティーニとペアを組んだ女子ダブルスと合わせて単複2冠を獲得した。1982年から始まったマルチナ・ナブラチロワのウィンブルドン女子シングルス連続優勝記録は、グラフの勝利により「6連覇」でストップした。
- 男子シングルスでは、ステファン・エドベリがスウェーデンのテニス選手としてビョルン・ボルグ以来2人目のウィンブルドン優勝者になった。ボリス・ベッカーとの決勝戦は試合開始が大会最終日の遅い時間にもつれ、雨天による日没順延のため日曜日に試合が終わらず、決着が月曜日まで持ち越されたのはウィンブルドン史上初めての出来事だった。
- 女子シングルス2回戦では、雉子牟田明子と岡本久美子による「日本人対決」が行われた。当時20歳の雉子牟田が 7-5, 6-3 で23歳の岡本を破ったが、雉子牟田は続く3回戦で第4シードのクリス・エバートに 4-6, 0-6 で敗れた。井上悦子は3回戦で第6シードのヘレナ・スコバに 7-6, 3-6, 2-6 の逆転で敗退。井上と雉子牟田の2名が3回戦まで駒を進めた。